# Simulium dendrofilum
Simulium dendrofilum är en tvåvingeart som först beskrevs av Patrusheva 1962.  Simulium dendrofilum ingår i släktet Simulium och familjen knott. Arten är reproducerande i Sverige. Inga underarter finns listade i Catalogue of Life.